# Bragi
Bragi, Brage – w mitologii nordyckiej syn Odyna i Gunnlöd – olbrzymki, mąż Idun – strażniczki złotych jabłek młodości. Bóg poezji, skaldów i elokwencji, należał do rodu Azów. Mieszkał w Walhalli, gdzie często śpiewał swoje pieśni. 
Na języku miał wyryte magiczne runy. Swój potencjał czerpał z Kwasiru (Skaldmiodu). Bragi, z natury spokojny i zrównoważony, nigdy nie tknął miecza, gdyż, jak twierdził, nie jemu przeznaczone jest walczyć.
Często, pod przebraniem żebraka, włóczył się po królewskich dworach, imponując swym śpiewem i grając na harfie. 
Loki twierdził, iż Bragi zabił brata Idunn, która jest jego małżonką.
Podczas uczty u Aegira Bragi pierwszy wyprosił Lokiego, ten w odzewie nazwał go samochwałą, żebrakiem i tchórzem. Zdenerwowany Bragi twierdził, że urwie mu głowę, co tylko rozbawiło Lokiego, który powołał się na święte przymierze krwi z Odynem.
Z postacią Bragiego wiążą się dwa określenia: „Opowieść Bragiego" – długa, interesująca historia – oraz „Puchar Bragiego" – puchar, który musiał wypić każdy król, który obejmował tron po przodkach.